# Detroit: Become Human
Detroit: Become Human is een neo noir-thrillerspel ontwikkeld door Quantic Dream. Het spel wordt uitgegeven door Sony Interactive Entertainment en kwam op 25 mei 2018 exclusief uit voor de PlayStation 4. Sinds december 2019 is het spel ook te koop voor PC in de Epic Games spelwinkel en in juni werd het ook beschikbaar op Steam.
De speler speelt in Detroit: Become Human als verscheidene androïdes in Detroit, een stad waar inmiddels miljoenen robots de arbeid van de mensen hebben overgenomen. Het spel start als de eerste incidenten met de androïden zich voordoen en het verhaal draait rond het verlies van de greep van de mensheid op de eerste zich perfect gedragende robots.
Detroit: Become Human is gebaseerd op Quantic Dreams techdemo Kara, die in 2012 gepubliceerd werd. Valorie Curry vervult net als in Kara een van de hoofdrollen.

## Gameplay
Net als de voorgaande spellen van Quantic Dream is Detroit: Become Human een interactieve film, waar de hoofdzakelijke interactie zich manifesteert in de vorm van dialoogkeuzes en quicktime-events. De keuzes gemaakt in het spel beïnvloeden het verloop van het spel en leiden tot verschillende einden van het verhaal. Aan het eind van elk hoofdstuk krijgt de speler een overzicht te zien van alle gemaakte keuzes en verhaalvertakkingen die niet zijn bereikt.

## Cast
| Acteur          | Personage                  |
| --------------- | -------------------------- |
| Valorie Curry   | Kara                       |
| Bryan Dechart   | Connor                     |
| Jesse Williams  | Markus                     |
| Audrey Boustani | Alice                      |
| Clancy Brown    | Hank Anderson              |
| Evan Parke      | Luther                     |
| Minka Kelly     | North                      |
| Parker Sawyers  | Josh                       |
| Ben Lambert     | Simon                      |
| Lance Henriksen | Carl Manfred               |
| Simbi Khali     | Amanda                     |
| Neil Newbon     | Elijah Kamski / Gavin Reed |
| Edwin Gaffney   | Chris Miller / John        |

## Ontvangst
| Recensiescore       | Recensiescore |
| Recensieverzamelaar | Score         |
| ------------------- | ------------- |
| Metacritic          | 78/100        |
| Publicist           | Score         |
| Destructoid         | 7/10          |
| Gamer.nl            | 7/10          |
| GameSpot            | 7/10          |
| InsideGamer         | 8/10          |
| Power Unlimited     | 87/100        |
| Tweakers            | 8,0/10        |

Detroit: Become Human is over het algemeen positief ontvangen door recensenten. Zo heeft het spel een score van 78 bij recensieverzamelaar Metacritic.
Voornamelijk werd de presentatie van het spel geprezen. Zowel de graphics als de motion capture werden door meerdere recensenten als "erg goed" en "grensverleggend" beoordeeld.
Beklag werd gedaan over de besturing; die veelvoudig als "grof" en "knullig" is beschreven. Tijdens het lopen hebben personages een grote draaicirkel dat vooral problemen oplevert in kleine ruimtes en er zijn veel onzichtbare muren die de immersie verslechteren. Over de quicktime-events, die ook in Heavy Rain en Beyond: Two Souls veel aandacht kregen, zijn opnieuw de meningen verdeeld. Zo benoemde Tjeerd Lindeboom in de Power Unlimited dat hij "nog nooit zulke intense quicktime events [had] meegemaakt", waar Paul Hulsebosch van Tweakers vermeldde dat "quicktime events nooit echt leuk zijn".
Ook over het verhaal is er verdeeldheid onder recensenten. Zo wordt door meerdere publicisten het verhaal geprezen, waar vooral de gesprekken interessant zijn. Aan de andere kant werden plotgaten en niet-subtiele referenties naar onder andere rassensegregatie ondervonden.